# Каменот
Каменот (известен и като Код каменю, Крали-Марков камък и Камако) е огромен мегалитен валун, сакрализиран в древността, намиращ се в землището на разложкото село Баня, България.

## Описание и особености
Огромният камък, според народната легенда е паднал в източното подножие на Пирин, между град Банско и село Баня и се сочи от местното население за камъка на Крали Марко. Легендата свързана с мегалитния валун гласи, че Марко излязъл на лов и хвърлил огромния камък по една кошута – сюжетът е паралелен на легендите датиращи от трако-римската епоха и може да се види в сцената изобразявана много често в оброчните релефи на Хероса, където конникът се завръща след успешен лов с убита сърна в ръка. (Според Д.Дечев Тракийският Дионис е отъждествяван с бога конник като ловец. Друга древна легенда с паралелен сюжет е раняването и залавянето на Керинейската сърна в четвъртия подвиг на Херакъл.)
При извършеното теренно проучване от екипа на Васил Марков е установено че мегалитът е бил почитан в древността като свещен и върху му са изсечени жертвеници.
Според народните предания и легенди върху много от скалите при светилищата посветени на Крали Марко се наблюдават следите от героя и оръжията му – стъпки, боздуганът и сабята му. Проф. Марков разглежда легендите и каменните следи като наследник на едно войнствено божество, което безспорно много напомня за тракийския Арес и хетския Бог на бурята.